# Dennis Koslowski
Dennis Koslowski (* 16. srpna 1959, Watertown, Jižní Dakota, USA) je bývalý americký zápasník specializující se na řecko-římský zápas. V roce 1988 na hrách v Soulu vybojoval bronzovou medaili v kategorii do 100 kg a v roce 1992 na hrách v Barceloně vybojoval ve stejné kategorii stříbro. Je také držitelem stříbrné medaile z Mistrovství světa 1987 a dvou stříbrných medailí z panamerických her.